# Ципула
Ципула (Mugil cephalus) је важна риба у породици Mugilidae. Може се пронаћи у приморским тропским и суптропским водама широм свијета.  Дужина ове јединке је обично од 30 до 75 центиметара. Позната је под разним енглеским називима (flathead mullet, striped mullet, black mullet, bully mullet, common mullet, grey mullet, sea mullet). 

## Опис
Леђа ове рибе су маслинастозелене боје, док су бочне стране сребрнасте, те блиједе у бијелу боју на стомаку. Риба може имати шест до седам карактеристичних бочних водоравних пруга. Усне су им танке. Не посједују бочну линију. Уобичајена дужина је око 50 центиметара, а њихова максимална дужина је 100 центиметара. Може достићи максималну тежину од осам килограма.
Често улази у ријеке и естуаре. Обично се држи пјесковитих и блатњавих подлога, хранећи се зоопланктоном. Одрасли примјерци се обично хране алгама у свјежој води. Ове јединке се могу прилагодити различитим нивоима салинитета. 

## Распрострањеност и станиште
Ципула живи у приобалним водама тропских, суптропских и умјерених зона свих мора. Заузима свјежа и морска станишта у дубинама до двадесет метара и са температурама између 8 и 24 степени Целзијусових.
У Аустралији је риба широко распрострањена. Живе у тропским и умјереним приобалним морским и естуарским водама, али се често налазе и у нижим токовима ријека. У стању су да живе у водама различитог салинитета, па се тако могу наћи и у лагунама, језерима и естуарима, али углавном мигрирају назад у море због мријеста. 
У слатким водама западних Сједињених Држава, Ципула је такође распрострањена, од ријеке Колорадо до ријеке Хиле. Због брана и ограничених токова Калифорнијског залива, распон настањености ове рибе је ограничен. Често се може наћи у главном току и бочним каналима ријеке Хиле. 

## Рибарство
Ова јединка је важна прехрамбена риба. Истовремено се лови и узгаја. Извјештај свјетског риболова из 2012. године био је 130.000 тона. 
Ципула је често присутна у грчкој, тајванској, корејској, јапанској, италијанској, турској и египатској кухињи. 
На обали сјеверозападне Флориде и Алабаме, ова риба је често специјалитет ресторана са морском храном. Најпопуларнија је пржена верзија, мада се једу и димљена риба, печена и у конзерви. Локални риболовци је најчешће лове мрежом. Ципула је честа храна у овим предјелима и често се може пронаћи у домаћинствима. На Флориди се најчешће користи бијела ципула (Mugil curema), због њихове склоности чистијој води, што риби даје чистији и љепши укус. 
Према МУЗП-у, Ципула спада у рибе рангиране под ,,најмања забринутост".

## Развој
Онтогенеза ларви ципле је добро проучена, а посебно се интензивно проучава развој ларве врсте Mugil cephalus због широког спектра распрострањености и интересовања за аквакултурне примене. Претходно недовољно проучаван остеоолошки развој Mugil cephalus истражен је у студији из 2021. године, при чему су описана четири ембрионална и шест развојних корака ларве код примерака узгојених у аквакултури и уловљених у дивљини. Ови описи су пружили појашњење сумњивих карактера одраслих ципула и открили информативне детаље са потенцијалним импликацијама на филогенетске хипотезе, као и дали закаснелу основу за поређење ципула узгајаних у аквакултури како би се омогућило препознавање малформација.

## Кухиња
Икра ципле се соли, суши и компримује како би се направила специјалитетна храна која се конзумира широм света, као што су грчки авготарахо, тајвански вујуцу, корејски еоран, јапански карасуми, италијанска ботарга, француски путарг, турски хавијар и египатски батарек. У Египту се сама риба соли, суши и кисели да би се направио фесих.
На обали северозападне Флориде и Алабаме, ципула, названа пругаста или црна ципула, често је специјалитет ресторана који служе морске плодове. Похована ципула је најпопуларнија, али се једе и димљена, печена и из конзерве. Локални рибари обично хватају ципулу мрежама које се бацају, иако већина користи мреже које се вуку. Ципула је посластица на овим просторима и најчешће се конзумира у домовима. Ципула се обично филетира, а преостали оквири се користе за рибљи додатак за супе и чорбе. С друге стране, ципула који се најчешће конзумира на Флориди је бела ципула (Mugil curema), јер њена преференција за чистију воду јој даје чишћи и мање блатњав укус.